# Йернкрук, Калле
Калле Йернкрук (швед. Calle Järnkrok; род. 25 сентября 1991, Евле, Швеция) — шведский хоккеист, нападающий клуба НХЛ «Торонто Мейпл Лифс». Игрок сборной Швеции по хоккею с шайбой.

## Игровая карьера

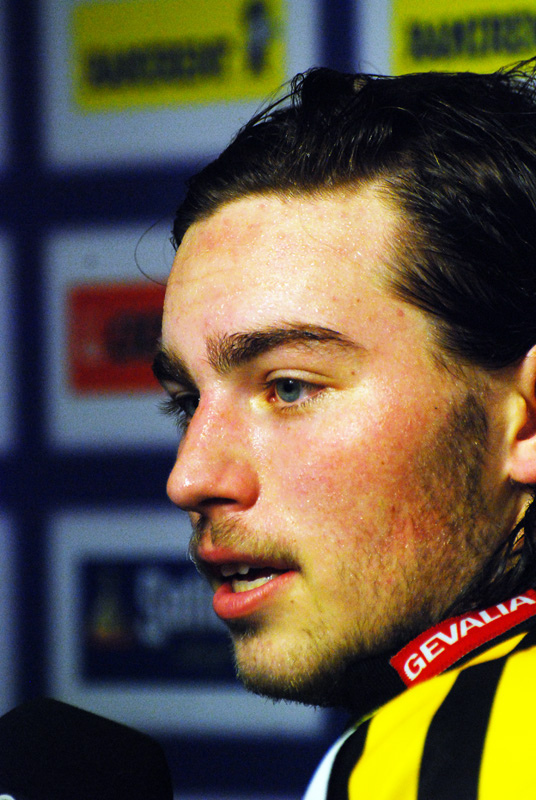
Калле Йернкрук в 2012 году

### Карьера в Швеции

#### Брюнес
Калле Йернкрук — воспитанник хоккейного клуба «Брюнес». В сезоне 2009/10 дебютировал за команду в высшей шведской лиге по хоккею с шайбой и по ходу сезона заработал место в основе. В 28 играх сезона 2010/11 Йернкрук лидировал по набранным очкам среди всех юниоров с восемью голами и девятью результативными передачами и был выбран вторым из четырёх кандидатов на звание новичка ШХЛ в сезоне. В 2012 году в составе «Брюнеса» стал обладателем «Le Mat Trophy», победителю ШХЛ.

### Карьера в НХЛ

#### Детройт Ред Уингз
В 2010 году в итоговом преддрафтовом рейтинге Центрального скаутского бюро НХЛ поднялся с 21-го на 4-е место среди европейских игроков. На драфте НХЛ 2010 был выбран во 2-м раунде под общим 51-м номером командой «Детройт Ред Уингз».
В 2013 году по окончании сезона в Швеции Калле отправился за океан, где выступал за  фарм-клуб «Детройта» — «Гранд-Рапидс Гриффинз» в Американской хоккейной лиге.

#### Нэшвилл Предаторз
5 марта 2014 года вместе с Патриком Ивзом перешёл в «Нэшвилл Предаторз» в обмен на Дэвида Легуанда. В сезоне 2013/14 дебютировал за команду в НХЛ, сыграв 12 матчей и набрав 9 (2+7) очков. Йернкрук отдал результативную передачу в своём дебютном матче в НХЛ 21 марта 2014 года, а свой первый гол в НХЛ он забил 27 марта 2014 года в ворота Мэтта Гакетта из «Баффало Сейбрз». Швед в том числе набрал пять очков в первых пяти матчах в НХЛ, что стало второй по продолжительности серии очков среди новичков «Предаторз» в первых играх своей карьеры в НХЛ после шести очков Марека Жидлицки с 9 по 23 октября 2003 года
17 июля 2015 года «хищники» повторно подписали с Йернкруком однолетний контракт на сумму $ 735 тыс. 26 июля 2016 года Йернкрук переподписал контракт с «Нэшвилл Предаторз» на шесть лет и общую сумму $ 12 млн.
В сезоне 2016/17 вместе с командой дошёл до Финала Кубка Стэнли. В плей-офф Йернкрук отметился 7 (2+5) набранными очками в 21-м сезона.
На драфте расширения 2017 был защищён «Нэшвиллом» по схеме 4-4-1, в результате чего «Вегас Голден Найтс» выбрали нападающего Джеймса Нила.
В сезоне 2017/18 достиг лучших результатов в карьере, набрав в 68 встречах 35 (16+19). Это помогло «Предаторз» стать обладателями Президентского Кубка.
18 ноября 2018 оформил первый хет-трик в карьере, забив 3 шайбы в ворота Кэлвина Питерсена в матче против «Лос-Анджелес Кингз».
Всего за «Нэшвилл Предаторз» провёл 508 матчей и набрал 211 (94+117) очков.

#### Сиэтл Кракен
На драфте расширения 2021 «Нэшвилл» решил не защищать Йернкрука, в результате чего он был выбран клубом «Сиэтл Кракен», новичком лиги.

## Международная карьера
За молодёжную сборную Швеции сыграл на юниорском чемпионате мира 2009 года и молодёжном чемпионате мира 2011 года.
В 2012 году был в составе сборной Швеции, которая заняла шестое место на чемпионате мира. В 2013 году Йернкрук стал чемпионом мира по хоккею с шайбой в составе сборной Швеции. В 2014 году завоевал бронзовые медали чемпионата мира. На этих трёх чемпионатах мира Калле провёл 28 матчей и набрал только два очка (0+2).

## Семья
Калле — двоюродный брат шведского хоккеиста Элиаса Линдхольма. Отец Элиаса и дядя Калле Микаэль Линдхольм (род. 1964) также играл в хоккей и провёл 18 матчей в НХЛ за «Лос-Анджелес Кингз» в сезоне 1989/90.

## Статистика
| Легенда | Легенда                    | Легенда | Легенда                   | Легенда | Легенда    |
| ------- | -------------------------- | ------- | ------------------------- | ------- | ---------- |
| И       | Количество проведённых игр | Штр     | Штрафное время            | +/−     | Плюс-минус |
| Г       | Голы                       | П       | Голевые передачи          | О       | Очки       |
| -       | Статистика неизвестна      | —       | Статистика не учитывалась |         |            |